# Vlkyňa
Vlkyňa (in ungherese: Velkenye) è un comune della Slovacchia facente parte del distretto di Rimavská Sobota, nella regione di Banská Bystrica.